# 奥吉川村
奥吉川村（おくよかわむら）は、兵庫県美嚢郡にあった村。現在の三木市吉川町の南東部にあたる。

## 地理
- 河川：美嚢川、吉川川

## 歴史
- 1889年（明治22年）4月1日 - 町村制の施行により、稲田村・奥谷村・市野瀬村・金会村・福吉村・豊岡村・東田村・楠原村・水上村・毘沙門村の区域をもって発足。
- 1955年（昭和30年）7月1日 - 中吉川村・北谷村と合併して吉川町が発足。同日奥吉川村廃止。

## 交通

### 道路
現在は旧村域に中国自動車道の吉川ジャンクションが所在するが、当時は未開通。